# Ромодан (станція)
Ромодан — вузлова дільнична станція 1-го класу Полтавської дирекції Південної залізниці на перетині чотирьох ліній Ромодан — Рублівка, Лохвиця — Ромодан, Гребінка — Ромодан та Ромодан — Полтава-Південна. Розташована в смт Ромодан Миргородського району Полтавської області.

## Історія

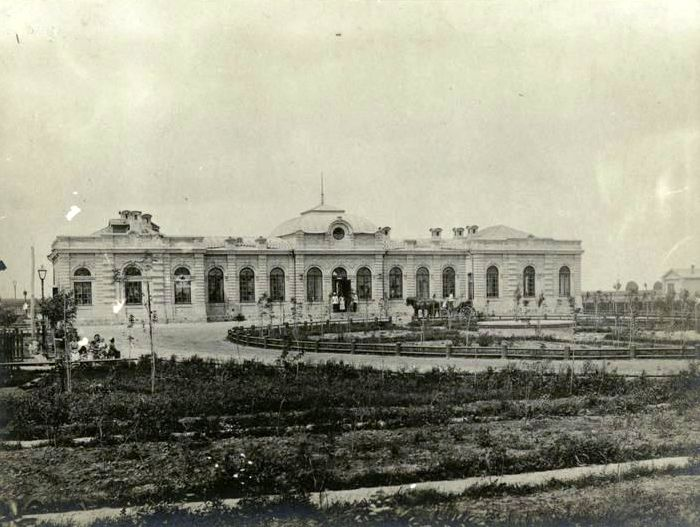
Вокзал станції Ромодан на початку ХХ століття

Станція Ромодан відкрита 1887 року. 

## Пасажирське сполучення
На станції зупиняються поїзди далекого та приміського сполучення.